# De Brand (België)
De Brand is een natuurgebied in de Belgische gemeente Maaseik. Het bevindt zich in het dal van de Itterbeek, ten oosten van Tongerlo en ten noorden van Voorshoven. Het gebied is eigendom van Natuurpunt.
Het is een gebied met kleinschalige bosjes, houtwallen en dergelijke. Het wordt doorstroomd door de Schaachterzijp en de Brandsloot. Daarin zwemmen nog het bermpje en de beekprik. Tot de plantenwereld behoren de knolsteenbreek en de koningsvaren. Tot de amfibieën kunnen de heikikker en de alpenwatersalamander worden gerekend. Het gebied is rijk aan vogels. De nachtegaal, wielewaal, geelgors, tuinfluiter, grasmus, wulp en roodborsttapuit zijn enkele soorten die er voorkomen.
De Brand maakt deel uit van een groter gebied van in totaal 800 ha nabij de middenloop van de Itterbeek, waartoe ook De Simpel in Kinrooi en de Basdonk in Bree behoren.